# Hecalus wallengrenii
Hecalus wallengrenii är en insektsart som beskrevs av Carl Stål 1870. Hecalus wallengrenii ingår i släktet Hecalus och familjen dvärgstritar. Inga underarter finns listade i Catalogue of Life.